# けいざいナビ
『けいナビ ～応援!どさんこ経済～』（けいなび おうえんどさんこけいざい）は、テレビ東京系列のテレビ北海道（TVh）で放送されている経済情報番組である。

## 歴史
- 2002年4月6日、「経済ナビゲーションHOKKAIDO」として放送開始[1]。
- 2003年4月5日より「けいざいナビ」に改題。
- 2008年4月5日、放送時間を9:00 - 9:45に拡大し「けいざいナビ45」となる（このためこれまで放送されていた土曜朝9時前半枠のアニメが日曜10:30 - 11:00へ移動）。同時にハイビジョン制作（アナログはレターボックス放送）へと移行された。
- 2010年4月3日より「けいざいナビ北海道」に改題。
- 2010年9月11日（10日深夜）から、土曜（金曜深夜）1:00 - 1:45にて当該週の再放送を放送開始。
- 2010年10月2日より後続番組の『ピングー』と入れ替え、放送時間が9:15 - 10:00となる。
- 2011年4月より放送曜日が日曜日に移り、放送時間が11:30 - 12:00となる。再放送も月曜日深夜火曜（月曜深夜）1:00 - 1:30となる（再放送は9月26日月曜日深夜の放送を最後に、編成上の事情から終了）。
  - 2011年8月28日放送分は、同局の釧路送信所開局記念番組の一環である道東特集として、11時～12時の1時間に拡大して放送された。1時間の放送は、前身番組時代を通じて初めて）。また、2011年11月13日放送分もやはり同局の帯広・網走両送信所と北見中継局の開局記念番組の一環として前回の釧路送信所開局記念番組と同様、11:00 - 12:00の1時間に拡大して放送された。このため、通常11:00 - 11:30に放送される「太一×ケンタロウ 男子ごはん」は11月19日（土曜日）の13:25 - 13:55に時間変更された。
- 2013年4月からは土曜朝（6:00 - 6:30）に14日遅れの内容を一部再構成[2]した再放送版が復活した。
- 2017年4月より土曜午前11:00 - 11:30に時間変更。
- 2019年4月より「けいナビ 〜応援!どさんこ経済〜」に改題し、杉村太蔵と鈴木ちなみが隔週でメインキャスターを担当する[1]。
- 2020年4月より土曜午前11:30 - 12:00に再度時間変更。

※原則として年末年始を除き毎週放送されている。放送年数は2022年に20周年を迎え、現在放送中のTVh自社制作番組では「道新ニュース」「旅コミ北海道じゃらんdeGO!」に次いで3番目に長い。
※本番組終了直後にはTVh自社制作による1分間のミニ番組「ナビプラス」が放送される（CM扱いの放送のためか、局ロゴのウォーターマークの表示はなし）。

## 出演者
MC
- 杉村太蔵（2019年4月 - ）[1]
- 磯田彩実（TVhアナウンサー、2012年4月 - 2019年3月 / 2020年4月 - 現在 アナウンサーとしては2012年10月から担当 2019年4月から2020年3月まではナレーション）

ナレーション
- 小澤良太（TVhアナウンサー、2003年4月 - 2010年3月は番組MC、2010年4月からナレーション）

### 過去の出演者
メインキャスター
- 大井健郎（当時TVhアナウンサー、2002年4月 - 2003年3月）
- 丹羽真由実（当時TVhアナウンサー、2010年4月 - 2012年3月）
- 保田隆明（ほうだ たかあき、小樽商科大学ビジネススクール准教授、2012年4月 - 2014年3月）
- 鈴木ちなみ（タレント、2019年4月 - 2020年3月、杉村と隔週で出演）[1]
- 湯浅知里（当時TVhアナウンサー、2019年4月 - 2021年12月）

その他
- 千葉真澄（TVhアナウンサー 2012年4月 - 2013年9月「1週間のニュースピックアップ」ナレーション、トップの逸本コーナー）
- アリョーナ（「けいざいナビ国際学部」コーナー）